# Dicrastylis rugosifolia
Dicrastylis rugosifolia là một loài thực vật có hoa trong họ Hoa môi. Loài này được (Munir) Rye mô tả khoa học đầu tiên năm 2005.